# Беттлз, Сара
Сара Беттлз (англ. Sarah Bettles; род. 16 октября 1992, Harold Wood, Большой Лондон) — британская лучница, участвующая в соревнованиях в стрельбе из олимпийского лука. Бронзовый призёр чемпионата мира, чемпионка Европейских игр.

## Биография
В 2019 году она выиграла золотую медаль в женских командных соревнованиях на Европейских играх 2019 года в Минске. Сара вместе с Наоми Фолкард и Брайони Питман оказались сильнее белорусских лучниц в матче за бронзовые медали со счётом 6:2. Она также участвовала в индивидуальных соревнованиях среди женщин в стрельбе из олимпийского лука, уступив в 1/8 финала нидерландской спортсменке мексиканского происхождения Габриэле Баярдо.
Ранее в 2019 году она выиграла бронзовую медаль в женских командных соревнованиях вместе с Наоми Фолкард и Брайони Питман на чемпионате мира 2019 года в Хертогенбосе. В полуфинале сборная Великобритании потерпела поражение со счётом 1:5 от Южной Кореи. В бронзовом матче британские лучницы оказались сильнее китаянок, победив со счётом 5:4 по сетам. В рамках турнира проходил отбор на Олимпийские игры, и итоговый результат позволил Великобритании получить право участия на Олимпиаде в Токио. Сара также принимала участие в личных соревнованиях, однако заняла лишь 33 место, уступив во втором раунде вьетнамской лучнице Тхи Нгуен.